# Zàimisxe (Rostov)
|  | Per a altres significats, vegeu «Zàimisxe». |

Zàimisxe (en rus: Займище) és un poble (un possiólok) de l'óblast de Rostov, a Rússia, segons el cens rus del 2010 tenia 174 habitants. Pertany al districte de Zernograd.